# 眼斑冢雉
眼斑冢雉（學名Leipoa ocellata）又称斑冢雉，是澳洲一種粗壯的鳥類，約有雞的大小。牠們棲息在南澳洲州半乾旱的小桉樹叢林，但只餘下三個分隔的群落，包括墨累河及馬蘭比吉河盆地、辛普森沙漠以西及西澳洲州的西南角邊緣。

## 行為
眼斑冢雉非常害羞及小心，在有危險時會馬上逃走或躲到樹中。雖然牠們很活躍，但當被騷擾時就會馬上靜止，以其身體的偽裝能力來躲避。牠們也有多種方式逃避掠食者。

## 繁殖
雄性及雌性眼斑冢雉棲息在同一地盤，但一般會分開居住及覓食。到了繁殖季節時，牠們之間的互動也會多起來，以進行交配。
於冬天，雄雉會在未完全長成的小桉樹間，以腳來挖開一個直徑3米及深1米的窪。到了冬末或初春，牠們會搜集樹枝、葉子及樹皮來填充，砌成一個高於地面0.6米的巢丘。下雨後，雄雉會反轉及混和這些物料，讓其枯萎。雄雉到了8月就會挖一個蛋穴，雌雉有時也會協助，挖掘的時間會受到溫度及雨量的影響。雌雉一般會於9月及翌年2月間生蛋。雄雉會不斷的加入更多土壤，繼續維護巢丘。

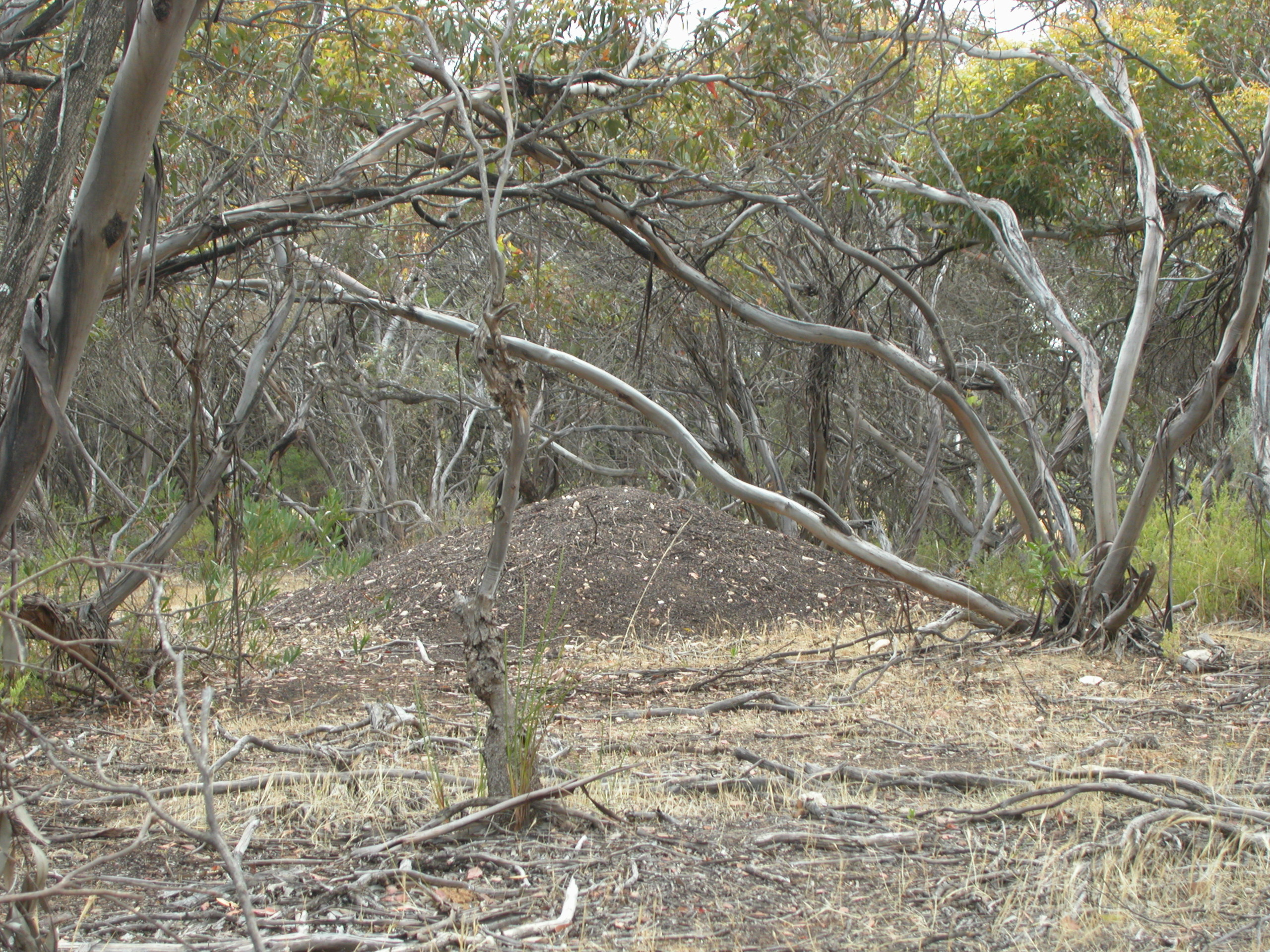
眼斑冢雉的巢丘。

雄雉到了4歲才築第一個巢丘，但結構較為鬆散。相信牠們是一夫一妻制的。雄雉雖然會保護巢丘達9個月的時間，但也有時會走失，甚至不回到同一地盤。雌雉一般會生2-30隻蛋，一般為15顆。每一隻蛋約有雌雉體重的10%，整個季節來計算，蛋就是其體重的250%。蛋的數量受到雨量的影響及個體的不同。孵化期視乎氣溫而定，一般介乎50-100天。
雛雉會用腳來打開蛋殼，以其背來走出地面。牠們約需5-10分鐘的時間才穿出3-15厘米，並要休息約1小時才能再來，約要2-15個小時才到達地面。雛鳥走出巢丘並沒有先兆，出來時眼睛及喙都是閉合的，一深呼吸後就立刻打開眼。

眼斑冢雉的巢丘橫切面。

雛雉離開巢丘後很快就會鑽入叢林中。1小時內就可以走得很好，2小時就已經走得很快及可飛很短的距離。雛雉不會與其父母或其他雛雉有所接觸。

## 保育狀況
眼斑冢雉受到赤狐等入侵物種的掠食，最大的威脅是其棲息地受到破壞。就像毛鼻袋熊一般，牠們很易受到氣候轉變的影響。在歐洲殖民前，牠們原本的數量很豐富。眼斑冢雉現被世界自然保護聯盟列為易危。

## 外部連結
- BirdLife Species Factsheet （页面存档备份，存于）
- Malleefowl Preservation Group
- The Birds of Australia （页面存档备份，存于）
- National Recovery Plan （页面存档备份，存于）